# 西藏紫柄蕨
西藏紫柄蕨（学名：Pseudophegopteris tibetana）为金星蕨科紫柄蕨属下的一个种。

## 扩展阅读
- 維基物種上的相關：西藏紫柄蕨